# Ruthinéa de Moraes
Ruthinéa de Moraes da Silva (Rio de Janeiro, 1 de junho de 1930 — São Paulo, 24 de julho de 1998) foi uma atriz, bailarina, diretora teatral e produtora teatral brasileira. Considerada um dos grandes nomes do teatro brasileiro e uma das primeiras referências dos musicais nacionais, conquistou prêmios como um Troféu APCA, um Kikito e um Prêmio Molière.

## Carreira
Começou a carreira como atriz de radionovelas em 1948. Em 1966 brilha como a prostituta Neusa Suely, na primeira montagem da peça "Navalha na Carne", de Plínio Marcos. Atua em inúmeras outras, como "Quarto de Empregada", "Gimba", "A Semente" e "Soraia Posto 2", onde ganha os prêmios Saci e Governador do Estado. Recebeu o troféu de melhor atriz coadjuvante no Festival de Gramado de 1982 pela atuação no filme Sete Dias de Agonia, de Denoy de Oliveira. Faz rodou três filmes, sendo que o cineasta foi o responsável por sua volta às telas em 1997, depois de 10 anos afastada, em "A Grande Noitada", seu último filme.
Morreu em 1998 aos 68 anos de ataque do coração.

## Filmografia

### Televisão
| Ano  | Título                    | Personagem                                           |
| ---- | ------------------------- | ---------------------------------------------------- |
| 1998 | Fascinação                | Parteira                                             |
| 1997 | Canoa do Bagre            | Cândida                                              |
| 1997 | A Filha do Demônio        | Ivani                                                |
| 1996 | Antônio dos Milagres      | Conceição                                            |
| 1996 | Irmã Catarina             | Yara                                                 |
| 1995 | Sangue do Meu Sangue      | Candoca Navalhada                                    |
| 1993 | Sonho Meu                 | Alcinéia                                             |
| 1985 | Uma Esperança no Ar       | Maria Elisa Monteiro                                 |
| 1984 | Santa Marta Fabril S.A.   | Hortência                                            |
| 1983 | A Ponte do Amor           | Tia Selma Sá                                         |
| 1983 | Conflito                  | Graziela                                             |
| 1983 | Vida Roubada              | Cibele Junqueira                                     |
| 1983 | Caso Especial             | Senhora do asilo (Episódio: "Damas, Valete e Crime") |
| 1982 | Seu Quequé                | —                                                    |
| 1982 | Pic-nic Classe C          | Olga                                                 |
| 1982 | Destino                   | Tia Mira                                             |
| 1980 | Chega Mais                | Cacilda                                              |
| 1979 | Malu Mulher               | Vera[carece de fontes?]                              |
| 1979 | Cara a Cara               | Mimi                                                 |
| 1978 | O Direito de Nascer       | Guadalupe                                            |
| 1977 | Éramos Seis               | Zulmira                                              |
| 1977 | Um Sol Maior              | Yeda                                                 |
| 1976 | Tchan, a Grande Sacada    | Gracita Del Mar                                      |
| 1976 | O julgamento              | Adelaide                                             |
| 1975 | Meu Rico Português        | Ida Flag                                             |
| 1974 | O Machão                  | Leonor                                               |
| 1973 | O Conde Zebra             | Sincerina                                            |
| 1972 | Rosa dos Ventos           | Concepción                                           |
| 1972 | Vitória Bonelli           | Néia                                                 |
| 1972 | Signo da Esperança        | Deolinda                                             |
| 1970 | O Meu Pé de Laranja Lima  | Madre Celeste                                        |
| 1970 | As Asas São para Voar     | —                                                    |
| 1969 | Dez Vidas                 | Costureira                                           |
| 1969 | A Menina do Veleiro Azul  | Mercedes                                             |
| 1968 | A Pequena Órfã            | —                                                    |
| 1967 | Presídio de Mulheres      | Rosa                                                 |
| 1967 | Yoshico, um Poema de Amor | —                                                    |

### Cinema
| Ano  | Título                         | Personagem         |
| ---- | ------------------------------ | ------------------ |
| 1966 | Três Histórias de Amor         | Prostituta         |
| 1968 | Anuska, Manequim e Mulher      | Marilda            |
| 1971 | Lua de Mel e Amendoim          | —                  |
| 1971 | A Marca da Ferradura           | Cunhada de Firmino |
| 1972 | A Marcha                       | D. Sinhara         |
| 1972 | Os Três Justiceiros            | dona Inocência     |
| 1974 | O Marginal                     | Odete              |
| 1975 | As Mulheres sempre Querem Mais | Madame Tita        |
| 1975 | Pensionato de Mulheres         | Elza               |
| 1975 | O Predileto                    | Mirtes             |
| 1976 | Senhora                        | Mariquinhas Seixas |
| 1976 | Possuídas pelo Pecado          | Isaura             |
| 1980 | Ato de Violência               | Mulher de Waldemar |
| 1981 | O Homem Que Virou Suco         | —                  |
| 1982 | Sete Dias de Agonia            | Lurdes             |
| 1983 | Janete                         | Dona do Bordel     |
| 1983 | Nasce Uma Mulher               | Maquiadora         |
| 1984 | O Baiano Fantasma              | Secretária         |
| 1984 | Transa Brutal                  | Santinha           |
| 1987 | O Dia do Gato                  | —                  |
| 1997 | A Grande Noitada               | Funcionária        |

## Teatro[1]
- Quatro Pessoas Passam Enquanto as Lentilhas Cozinham (1957)
- Os Apaixonados Pueris (1957)
- A Bilha Quebrada (1957)
- Ubu Rei (1958)
- A Lição (1958)
- Quarto de Empregada (1958)
- Gimba (1959)
- Sociedade em Pijama (1959)
- Moral em Concordata (1959)
- A Alma Boa de Set-Suan (1959)
- A Semente (1960)
- Revolução na América do Sul (1960)
- Morte e Vida Severina (1960)
- Mirandolina (1960)
- As Almas Mortas (1961)
- A Escada (1961)
- A Morte do Caixeiro Viajante (1962)
- Os Ossos do Barão (1963)
- A Farsa do Mestre Patelin (1964)
- A Sapateira Prodigiosa (1965)
- Soraia, Posto 2 (1965)
- O Avarento (1966)
- Os Trinta Milhões do Americano (1966)
- Navalha na Carne (1967)
- A Infidelidade ao Alcance de Todos (1967)
- Homens de Papel (1967)
- Cordélia Brasil (1968)
- A Última Virgem (1969)
- Memórias de um Sargento de Milícias (1970)
- Senhora (1971)
- Um Grito de Liberdade (1972)
- A Dama de Copas e o Rei de Cuba (1973)
- Quarto de Empregada (1974)
- A Feira do Adultério (1976)
- Dr. Knock (1976)
- Vejo um Vulto na Janela, Me Acudam que Sou Donzela (1979)
- As Avestruzes (1979)
- Navalha na Carne (1979)
- Campeões do Mundo (1980)
- Moço em Estado de Sítio (1982)
- Coragem Meu Bem, Coragem (1983)
- Senhora (1984)
- Halloween, o Dia das Bruxas (1986)
- As Irmãs Siamesas (1987)
- Onde Canta o Sabiá (1988)
- Confusão na Cidade (1989)
- Laços Eternos (1998)

## Prêmios
| Ano  | Prêmio                      | Indicação                | Trabalho            | Resultado | ref   |
| ---- | --------------------------- | ------------------------ | ------------------- | --------- | ----- |
| 1965 | Prêmio Saci                 | Melhor Atriz Coadjuvante | Soraia, Posto 2     | Venceu    | [ 7 ] |
| 1965 | Prêmio Governador do Estado | Melhor Atriz Coadjuvante | Soraia, Posto 2     | Venceu    | [ 7 ] |
| 1965 | Prêmio APCT                 | Melhor Atriz Coadjuvante | Soraia, Posto 2     | Venceu    | [ 7 ] |
| 1979 | Prêmio Governador do Estado | Melhor Atriz             | Navalha na Carne    | Venceu    | [ 8 ] |
| 1979 | Prêmio Molière              | Melhor Atriz             | Navalha na Carne    | Venceu    | [ 8 ] |
| 1982 | Festival de Gramado         | Melhor Atriz Coadjuvante | Sete Dias de Agonia | Venceu    | [ 9 ] |